# 克里夫切
48°41′58″N 26°6′14″E / 48.69944°N 26.10389°E
克里夫切（烏克蘭語：Кривче）是位於烏克蘭西部特諾皮爾州裏喬爾特基夫區的村莊，面積7.18平方公里，海拔高度225米，2003年人口1,917，人口密度每平方公里259.6人。